# Clemens Berndorff
Clemens Berndorff (* 31. Mai 1982 in Graz) ist ein österreichischer Schauspieler.

## Leben
Clemens Berndorff wuchs in der Steiermark und in Wien auf. Von 2004 bis 2008 erhielt er am Konservatorium der Stadt Wien (heute MUK) unter der Leitung von Tim Kramer und Peter Ender seine Schauspielausbildung. Nach zahlreichen Arbeiten in Wien (u. a. TAG-Theater an der Gumpendorfer Straße, Bernhard-Ensemble, Theater Nestroyhof Hamakom, Theater Drachengasse) führten ihn Engagements in die Schweiz (Stadttheater St. Gallen) und ans Landestheater Linz, wo er von 2016 bis 2019 in mehreren Hauptrollen zu sehen war (u. a. Ernst in „Ernst ist das Leben“ Regie: Matthias Rippert, Andri in Andorra Regie: Stephanie Mohr und Amir in Geächtet Regie: Peter Wittenberg).
Clemens Berndorff ist in zahlreichen Film- und Fernsehproduktionen zu sehen. 2015 verkörperte er in der ORF-Serie Altes Geld, unter der Regie von David Schalko, seine erste durchgehende Rolle in einer Fernsehserie als Undercover-Cop Mario Stranski. Seit 2018 spielt er in der ORF/ZDF-Fernsehfilmreihe Spuren des Bösen den Kriminalbiologen Christian Rudolf unter der Regie von Andreas Prochaska. 2018 verkörperte er den Samy im Debütfilm von Daniel Prochaska, der ORF-Stadtkomödie Geschenkt. 2022 spielte er die durchgehende Rolle des Ben in der ZDF Neo-Serie Am Ende – Die Macht der Kränkung, 2023 übernahm Berndorff in dem ORF-Landkrimi Bis in die Seele ist mir kalt eine der Hauptrollen.
Berndorff lebt und arbeitet in Wien.

## Filmografie (Auswahl)
- 2012: Spanish Masala (Regie: Lal Jose)
- 2013: CopStories (Fernsehserie)
- 2015: Altes Geld (Fernsehserie, 7 Folgen)
- 2015: SOKO Kitzbühel (Fernsehserie)
- 2015: All The Tired Horses (Kurzfilm, Regie: Sebastian Mayr)
- 2015: Die Hochzeit (Kurzfilm, Regie: Sebastian Mayr)
- 2018: Stadtkomödie – Geschenkt (Fernsehfilm)
- 2018: SOKO Donau (Fernsehserie)
- 2019: Hals über Kopf (Regie: Andreas Schmied)
- 2019: Spuren des Bösen: Sehnsucht (Fernsehfilm)
- 2021: Spuren des Bösen: Schuld (Fernsehreihe)
- 2021: Schachnovelle
- 2021, 2024: SOKO Donau (Fernsehserie)
- 2021: Familiensache (Fernsehserie, 6 Folgen, Regie: Esther Rauch)
- 2022: Walking on Sunshine (Fernsehserie)
- 2022: SOKO Linz – Das Kind (Fernsehserie)
- 2023: Hals über Kopf
- 2023: Am Ende – Die Macht der Kränkung (Fernsehserie)
- 2023: Bis in die Seele ist mir kalt (Fernsehfilm)
- 2024: Pfau – Bin ich echt? (Kinofilm)
- 2024: Kopftuchmafia – Ein Stinatz-Krimi (Fernsehfilm)
- 2024: Landkrimi: Steirermord (Fernsehreihe)
- 2025: Totenfrau (Fernsehserie)
- 2025: Die Affäre Cum-Ex (Fernsehserie)
- 2025: Altweibersommer
- 2025: Uhudler-Verschwörung – Ein Stinatz-Krimi (Fernsehreihe)

## Theater (Auswahl)
- 2013: Letzter Aufruf Jedermann, Theater an der Gumpendorfer Straße, Regie: Christian Himmelbauer
- 2014: Von Mäusen und Menschen, Theater an der Gumpendorfer Straße, Regie: Margit Mezgolich
- 2014: Wiener.Wald.Fiction, Bernhard Ensemble, Regie: Ernst Kurt Weigel
- 2015: The big Lumpazi, Bernhard Ensemble, Regie: Grischka Voss/Ernst Kurt Weigel
- 2016: Alpenkönig und Menschenfeind, Landestheater Linz, Regie: Andreas von Studnitz
- 2017: Miststück, Landestheater Linz, Regie: Monika Steil
- 2017: Der Sturm, Landestheater Linz, Regie: Stephan Suschke
- 2017: Geächtet, Landestheater Linz, Regie: Peter Wittenberg
- 2018: Andorra, Landestheater Linz, Regie: Stephanie Mohr
- 2018: Marat/Sade, Landestheater Linz, Regie: Katrin Plötner
- 2019: Weibsteufel, Landestheater Linz, Regie: Katharina Schwarz
- 2019: Heilig Abend, Landestheater Linz, Regie: Frauke Busch
- 2019: Bunbury – Ernst ist das Leben, Landestheater Linz, Regie: Matthias Rippert
- 2019: Der Verschwender, Landestheater Linz, Regie: Georg Schmiedleitner
- 2021: 598 neue Nachrichten, WerkX, Regie: Matthias Rippert
- 2023: I am from Austria, Schauspielhaus Graz, Regie: Felix Hafner